# 2A82-1M
Le 2A82-1M (code GRAU) est un canon antichar russe de 125 mm, conçu au début des années 1990 par le bureau d'études de Spetstekhnika de l'arsenal d'Iekaterinbourg (usine n° 9) et armant le char de combat T-14.
Les origines du canon 2A82 remontent au début des années 1990, le bureau d'études de Spetstekhnikas s'est vu confier le programme « Duplex » consistant à concevoir deux canons de calibres différents mais partageant un grand nombre de pièces en commun. Le 2A82 d'un calibre de 125 mm devant servir à réarmer des chars déjà existants tels que le T-90 et le 2A83 de calibre 152 mm étant alors conçu pour le futur char T-95.
Contrairement aux canons 2A26 et 2A46 de calibre 125 mm, le 2A82 ne possède pas d’évacuateur de fumée, la tourelle du char T-14 sur lequel il est monté étant inhabitée. Il diffère également de ses prédécesseurs par sa pression maximale admissible en chambre supérieure et sa culasse plus massive afin d'encaisser l'effort de recul plus important. Son tube, plus rigide est chromé sur une partie de sa longueur.